# Veniamin Mićić
Veniamin Mićić, en serbio: Венијамин Мићић, Veniјamin Mićić; (Ostružanj, Osečina, entonces Reino de Yugoslavia hoy Serbia, 17 de febrero de 1938) es el archimandrita, higúmeno de Monasterio de Preobraženje de la Iglesia Ortodoxa Serbia, desde el 28 de agosto de 1972.

## Biografía
Nació el 17 de febrero de 1938 en Ostružanj, cerca de Osečina, en una familia ortodoxa serbia. Fue bautizado en el famoso monasterio de Pustinja con el nombre Velimir.
Terminó la escuela primaria en Ostružanj y el Gimnasio Jovan Jovanović Zmaj en la ciudad  de Osečina. Seminario teológico en el Belgrado, terminó en 1958. Fue ordenado monje en el Monasterio de Preobraženje el 19 de agosto de 1961, recibiendo el nombre monástico Veniamin.
Entre 1963. y 1970. año Veniamin hizo estudios de posgrado en Universidad de Atenas, Grecia. Después de regresar de Grecia 1971. fue consagrado hierodiácono, y luego fue ordenado al rango de hieromonje. Ese mismo año fue ordenado como protosyncellus, y en 1990. como archimandrita.
Archimandrita Veniamin fue elegido higúmeno de Monasterio de Preobraženje la Iglesia ortodoxa Serbia el 28 de agosto de 1972, tres meses después de la muerte del anterior higúmeno, Evstatije, convirtiéndose en el abad de monasterio.